# San Sebastián del Sur
San Sebastián del Sur es una localidad del estado mexicano de Jalisco, cabecera del municipio de Gómez Farías.

## Toponimia
Antiguamente toda la zona que actualmente corresponde al municipio llevaba el nombre de San Sebastián, denominación que conservó al efectuarse la demarcación territorial en 1886. En 1939 la cabecera del municipio cambió su nombre por el de Gómez Farías. En 1983, el municipio, que conservaba el nombre de San Sebastián, fue renombrado como Gómez Farías, con lo que a todos los efectos legales el municipio y su cabecera tenían el mismo nombre. En 1997 el Congreso del Estado estableció que la cabecera del municipio pasaría a llamarse San Sebastián del Sur, recuperando su antigua denominación.

## Geografía
La ciudad de San Sebastián del Sur se encuentra en la ubicación 19°47′39″N 103°28′38″O / 19.794167, -103.477222, a una altura media de 1510 m s. n. m. La zona urbana ocupa una superficie de 2.485 km².

## Demografía
Según los datos registrados en el censo de 2020, la población de San Sebastián del Sur es de 8909 habitantes, lo que representa un crecimiento promedio de 2.3% anual en el período 2010-2020 sobre la base de los 7104 habitantes registrados en el censo anterior. Al año 2020 la densidad poblacional era de 3585 hab/km².
| Gráfica de evolución demográfica de San Sebastián del Sur entre 2000 y 2020 |
|                                                                             |
| Fuente: Instituto Nacional de Estadística Geografía e Informática           |

En 2020 el 49.8% de la población (4437 personas) eran hombres y el 50.2% (4472 personas) eran mujeres. El 64.2% de la población, (5719 personas), tenía edades comprendidas entre los 15 y los 64 años.
La población de San Sebastián del Sur está mayoritariamente alfabetizada, (3.89% de personas mayores de 15 años analfabetas, según relevamiento del año 2020), con un grado de escolaridad poco inferior a los 9 años. 

El 91.2% de los habitantes de Magdalena profesa la religión católica.
En el año 2010 estaba clasificada como una localidad de grado medio de vulnerabilidad social. Según el relevamiento realizado, 2559 personas de 15 años o más no habían completado la educación básica, —carencia conocida como rezago educativo—, y 1844 personas no disponían de acceso a la salud.

San Sebastián del Sur concentraba en 2010 aproximadamente el 50% de la totalidad de habitantes del municipio de Gómez Farías.

## Economía
El sector más dinámico en San Sebastián del Sur es el comercio minorista, al que pertenecen la mayoría de los establecimientos instalados activos.

Las actividades vinculadas a la explotación del tule en la cercana Laguna de Zapotlán y la elaboración de productos artesanales, son un recurso económico para muchas familias de la localidad.